# نورمن واکر (کارگردان)
نورمن واکر (انگلیسی: Norman Walker؛ ۸ اکتبر ۱۸۹۲ – ۴ نوامبر ۱۹۶۳) یک کارگردان فیلم اهل انگلستان بود.

## بخشی از فیلمشناسی
- جان وزلی